# Jehud
Jehud of Yehud (Hebreeuws: יְהוּד) is een Israëlische stad in het district Centrum. Tot de gemeente Jehud behoort ook het dorp Neve Monosson, met een gezamenlijk inwonertal van 29.312 in 2016.

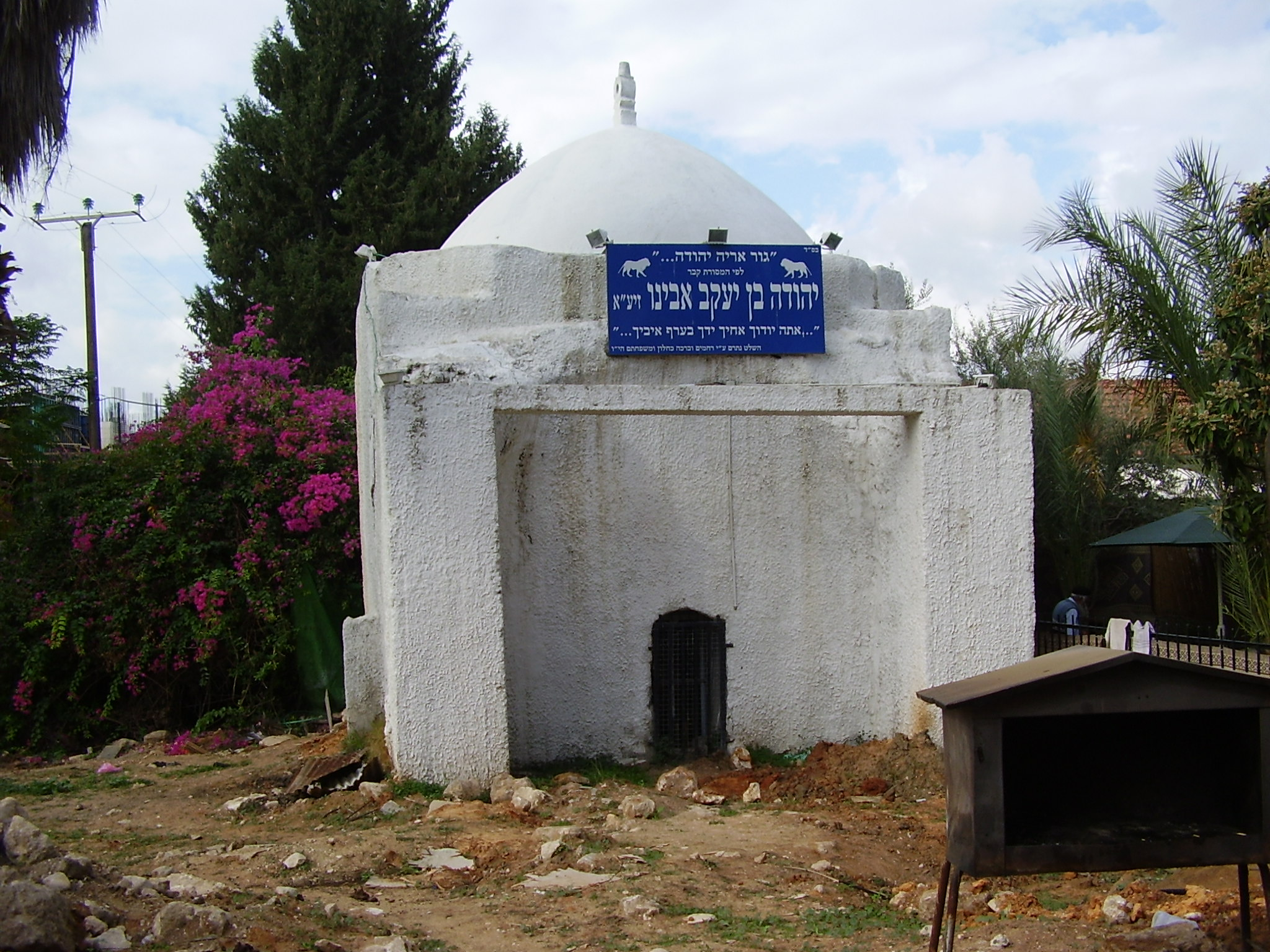
Het graf van Juda (zoon van Jakob) in Jehud, 2008

## Geschiedenis
Jehud wordt in de Bijbel genoemd in een lijst van steden in de omgeving (Jozua 19:45).
Eeuwen later stond Jehud bekend als het Arabische dorp al-'Abbasiyya, ook wel al-Yahudiya genoemd. Tijdens de Arabisch-Israëlische Oorlog van 1948 werd al-'Abbasiyya op 29 april 1948 door troepen van de Hagana en Irgun samen ingenomen tijdens Operatie Hametz . De Palestijns-Arabische bevolking werd verdreven.
Begin jaren 50 werd Jehud herbevolkt door Ladinosprekende Joden uit Turkije, gevolgd door Joden uit het Poolse Białystok en andere delen van de Joodse diaspora. Jehud maakte een aanzienlijke groei door, waarbij bedrijven als Israel Aerospace Industries en Mercury Interactive zich in de stad vestigden.
In Jehud werd op 12 oktober 1953 Suzanne Kinyas en twee van haar kinderen neergeschoten in hun huis door een Jordaanse infiltrant. Dit vormde de aanleiding voor een vergeldingsactie door Eenheid 101, voorloper van de speciale eenheid Sayeret Matkal o.l.v. Ariël Sharon : het Bloedbad van Qibja . De opdracht ervoor kwam van minister Pinhas Lavon in overleg met premier David Ben Goerion .
In juni 2011 werd door het stadsbestuur van Jehud een plan aangekondigd om de binnenstad aantrekkelijker te maken voor bedrijvigheid en toerisme. Hiervoor zou het centrale plein van de Zwitserse stad Lugano moeten worden nagebouwd.

## Lokaal bestuur
In 2003 werd de gemeente Jehud-Neve Monosson gevormd door samenvoeging van de twee tot dan toe separate gemeenten.

## Sport
Hapoel Yehud was een voetbalclub in Jehud die eind jaren 70 en begin jaren 80 in de hoogste divisie van het Israëlische voetbal speelde. In 1998 werd Hapoel Yehud echter opgeheven. Vervolgens werd in 2004 de voetbalclub Hapoel Ironi Yehud opgericht.